# Franz Brentano (Maler)

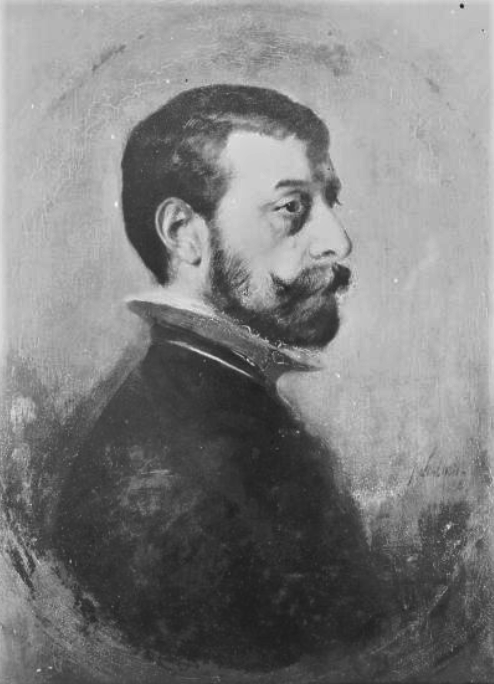
Franz von Lenbach: Bildnis des Franz Anton Brentano (1884)

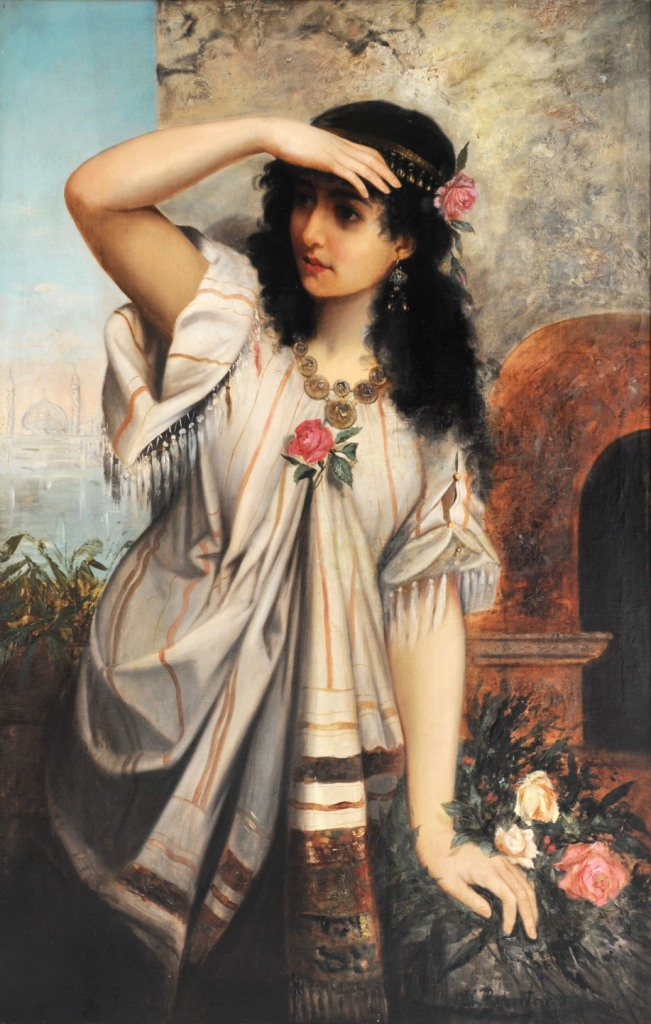
Franz Brentano: Türkisches Mädchen im Garten

Franz Anton Brentano (* 28. Juni 1840 in Frankfurt am Main; † 20. Februar 1888 in Rom) war ein deutscher Genre- und Porträtmaler der Düsseldorfer Schule.

## Leben
Franz war das dritte von sieben Kindern von Georg Franz Melchior Brentano (1801–1853), Kaufmann in Frankfurt, und dessen Ehefrau Lilla Pfeifer (1813–1868), Schwester des Kölner Zuckerfabrikanten (Pfeifer & Langen) Emil Pfeifer. Der Großvater, der auch sein Taufpate war, war der Frankfurter Kaufmann Franz Brentano.
Franz Brentano begann das Studium der Malerei im Alter von 35 Jahren. Er studierte von 1875 bis 1878 an der Kunstakademie Düsseldorf und wohnte zu dieser Zeit im Haus der Witwe von Albert Kindler in der Goltsteinstraße 18. Er war von 1878 bis 1881 Mitglied des Düsseldorfer Malkastens. Brentano war später in München und Rom tätig, malte meist Bildnisse exotischer Schönheiten.
Franz von Lenbach schuf 1884 in Rom ein Porträt Brentanos, das in die Sammlungen des Städelschen Kunstinstitutes in Frankfurt kam.
Brentano starb, nach längerem Leiden, in Rom 1888 im Alter von 47 Jahren.